# Municipio de Springhill (condado de Greene)
El municipio de Springhill (en inglés: Springhill Township) es un municipio ubicado en el condado de Greene en el estado estadounidense de Pensilvania. En el año 2000 tenía una población de 476 habitantes y una densidad poblacional de 8 personas por km².

## Geografía
El municipio de Springhill se encuentra ubicado en las coordenadas 39°45′32″N 80°28′34″O / 39.75889, -80.47611.

## Demografía
Según la Oficina del Censo en 2000 los ingresos medios por hogar en la localidad eran de $18,393 y los ingresos medios por familia eran de $22,857. Los hombres tenían unos ingresos medios de $36,250 frente a los $20,781 para las mujeres. La renta per cápita de la localidad era de $10,364. Alrededor del 37,2% de la población estaba por debajo del umbral de pobreza.